# Moisés Arias
Moisés Arias, född 18 april 1994 i New York, är en amerikansk skådespelare. Hans föräldrar och släkt är från Colombia.
Moisés Arias är mest känd för sin roll som Rico Suave i Disney Channel-serien Hannah Montana, men han har även gästspelat i TV-serier som Sister Sister, Magi på Waverly Place, The Suite Life of Zack and Cody och One Missed Call (ej filmerna). Han har även deltagit i Disney Channel Games tre gånger och medverkat i Jonas Brothers musikvideo till låten "S.O.S." (2007). Han är äldre bror till Mateo Arias, som spelar rollen som Jerry Martinez i Kickin' It.

## Filmografi
- 2005 - Everybody Hates Chris (1 avsnitt)
- 2006–2009 - Hannah Montana (39 avsnitt, som Rico)
- 2006 - Zack och Codys ljuva hotelliv (1 avsnitt, som Randall)
- 2008 - Nacho Libre (som Juan Pablo)
- 2009 - Hannah Montana: The Movie (som Rico)
- 2009 - Hitta Pappa (som Andre)
- 2009 - Astro Boy (röst åt Zane)
- 2009 - The Perfect Game (som Mario)
- 2013 - Ender's Game (som Bonzo)
- 2013 – Dumma mej 2 (röst)
- 2013 - King's of summer (som Biaggio)
- 2016 - Ben-Hur (som Dismas)
- 2019 - Five Feet Apart  (som Poe)